# Europese kampioenschappen karate 2024 (JKA)
De Europese kampioenschappen karate 2024 waren door de Japan Karate Association (JKA) georganiseerde kampioenschappen voor karateka's. De 26e editie van de Europese kampioenschappen vond plaats in het Belgische Gent op 6 april 2024.

## Resultaten

### Kata junioren
| Discipline     | Goud                                                                | Zilver                                                         | Brons                                          |
| Junioren heren | Junioren heren                                                      | Junioren heren                                                 | Junioren heren                                 |
| -------------- | ------------------------------------------------------------------- | -------------------------------------------------------------- | ---------------------------------------------- |
| Individueel    | Charvat Ondrej                                                      | Vasek Richard                                                  | Vyhnalek David                                 |
| Team           | Savic Nemanja Simic Lazar Djordjevic Aleksandar Nedeljkovic Djordje | Triska Tomas Vasek Richard Charvat Ondrej                      | Primo José Melo Martim Capelo João             |
| Junioren dames |                                                                     |                                                                |                                                |
| Individueel    | Simic Nevena                                                        | Anna Réka Komáromi                                             | Hãchnel Norah                                  |
| Team           | Anna Réka Komáromi Adrienn Veres Csenge Takács Lora Dancs           | Simic Nevena Stojic Sofija Djordevic Kristina Isidorovic Laura | Konencna Sara Kytkova Karolina Mastna Gabriela |

### Kumite junioren
| Discipline     | Goud                                                              | Zilver                                                                   | Brons                                                     | Brons                                                    |
| Junioren heren | Junioren heren                                                    | Junioren heren                                                           | Junioren heren                                            | Junioren heren                                           |
| -------------- | ----------------------------------------------------------------- | ------------------------------------------------------------------------ | --------------------------------------------------------- | -------------------------------------------------------- |
| Individueel    | Rabahi Zakaria                                                    | Vedral Leos                                                              | Otu Joshua                                                | Petrzilek Krystof                                        |
| Team           | Vedral Leos Havlik Jakub Petrzilek Krystof Krejkar Jiri           | Wahlgren Marcus Rasmussen Bror Martin Simon Knudsen Anthonipillai Daniel | Rabahi Zakaria Otu Joshua Dutranoit Alex Helskens Seth    | Vargá Regö Meyer Linux Gabriel Loser Noah Ancona Samuele |
| Junioren dames |                                                                   |                                                                          |                                                           |                                                          |
| Individueel    | Osmani Kaltrina                                                   | Jázmin Dudás                                                             | De Craene Ilana                                           | Lora Dancs                                               |
| Team           | Vaskovska Michaela Ferencova Sara Soukupova Michaela Cadova Marie | Weinzierl Luisa Osmani Kaltrina Drobova Veronika                         | De Craene Ilana De Ridder Lies Wille Jolie Driessens Elke | Oskarsson Ester Nilsson Wendy Boutros Sibelle            |

### Kata senioren
| Discipline     | Goud                                          | Zilver                                            | Brons                                          |
| Senioren heren | Senioren heren                                | Senioren heren                                    | Senioren heren                                 |
| -------------- | --------------------------------------------- | ------------------------------------------------- | ---------------------------------------------- |
| Individueel    | Benes Daniel                                  | Hana Tomas                                        | Mustafi Arben                                  |
| Team           | Müller Tobias Lüthi Benjamin Hunziker Mike    | Benes Daniel Novak Tomas Adam Lukas               | Mast Pascal Gkarneta Hakan Matsuda Rico        |
| Senioren dames |                                               |                                                   |                                                |
| Individueel    | Szalai Rebeka                                 | Mjaatvedt Ingrid Skodvin                          | Engelberg Ida                                  |
| Team           | Diffené Leonie Rathmann Melissa Heinz Kathrin | Tesarova Kristyna Prajzlerova Marie Jesetová Sára | Maroteau Cyrielle Lacerda Beatriz Nakamura Aoi |

### Kumite senioren
| Discipline     | Goud                                                                | Zilver                                                       | Brons                                                                 | Brons                                                         |
| Senioren heren | Senioren heren                                                      | Senioren heren                                               | Senioren heren                                                        | Senioren heren                                                |
| -------------- | ------------------------------------------------------------------- | ------------------------------------------------------------ | --------------------------------------------------------------------- | ------------------------------------------------------------- |
| Individueel    | Bosak Ondrej                                                        | Caruso Mathis                                                | Mulolo Jonathan                                                       | Lev Simon                                                     |
| Team           | Hyde Josh Cassidy Shaun Amonulloev Akbarshokh Langridge Harrison    | Bosak Ondrej Babor Marek Lozsi Marton Lev Simon              | Mandagot Buillaume Kom Biale Guy Mustapha Pissis Cédric Hafsouni Amir | Ebida Tarek Deissler Dustin Priebernig Tom Ben Romdhane Aymen |
| Senioren dames |                                                                     |                                                              |                                                                       |                                                               |
| Individueel    | Zucek Magdalena Anne                                                | Sejdijaj Diellza                                             | Sieger Caroline                                                       | Schöpflin Zora                                                |
| Team           | Wanda Yuniar Ninda Jaatvedt Marte Skodvin Mjaatvedt Indgrid Skodvin | Rein Micheaela Jaffal Mahassen Sieger Carolilne Bevier Emily | Italia Agalia Guerin Lauriane Kindt Lien                              | Tesarova Kristyna Jesetová Sará Zucek Magdalena Anne          |